# Chiesa di Sant'Andrea a Fabbrica
La chiesa di Sant'Andrea è situata nei pressi del Castello di Fabbrica, nel comune di San Casciano in Val di Pesa.

## Storia
La chiesa è menzionata fin dal 1098. Nel 1260 il suo rettore si impegna a pagare sette staia di grano per il mantenimento dell'esercito fiorentino. Appartenente al piviere di Campoli e, per le decime, risulta tassata per tre lire e sette soldi nel 1276 mentre nel 1302 per una lira e tredici soldi.
Il patronato della chiesa spettava in origine al vescovo fiorentino poi passò alla famiglia Buondelmonti ma nel XVI secolo risulta in possesso dei parrocchiani. È stata soppressa nel 1986 e annessa alla chiesa di Montefiridolfi.

## Descrizione
È di piccole dimensioni e al suo interno sono conservate alcune tele del XVIII secolo. Sulla facciata è posto uno stemma dei Buondelmonti e un'iscrizione: 
 iscrizione posta all'epoca della ricostruzione della chiesa al posto di una più antica e più piccola.